# 종횡사해
《종횡사해》(중국어: 縱橫四海)/(영어: Once A Thief)는 홍콩에서 제작된 오우삼 감독의 1991년 범죄, 액션, 드라마 영화이다. 주윤발, 장국영, 종초홍이 주연으로 출연하였고 곡미려 등이 제작에 참여하였다.

## 출연
- 주윤발 - 죠우
- 장국영 - 짐
- 종초홍 - 쉐리
- 증강 - 양아버지
- 주강 - 경찰(아버지)

## 기타
- 미술: 양화생
- 무술감독: 곽진봉

## 한국판 성우진 (MBC, 1996년 4월 13일)
- 신성호 - 죠우(주윤발)
- 김도현 - 짐(장국영)
- 박영희 - 쉐리(종초홍)
- 김현직 - 경찰(아버지)(주강)
- 김태훈 - 양아버지(증강)
- 이도련 - 경매소장(호풍)
- 배주영 - 외국인 가이드(캐서린 쥬브)
- 안장혁 - 경비(정견성)
- 양희문 - 경매가(오대유)
- 이승현 - 어린 죠우(등일군)
- 정소영 - 어린 쉐리(당녕)
- 최원형 - 킬러(왕민덕)
- 유은숙 - 어린 짐(당가휘)
- 윤복성 - 킬러(유숭붕)